# Midget Tossing
Albums de Yellowcard
Where We Stand
(1999)
Midget Tossing est le premier album de Yellowcard, sorti en 1997 sous DIY Records.
Sur cet album, Ben Dobson est au chant, Todd Clary à la guitare rythmique et aux chœurs, Warren Cooke à la basse, Ben Harper à la guitare solo, Longineu Parsons à la batterie et Sean Mackin au violon et aux chœurs.
L'album est actuellement épuisé.